# Du Bois (Illinois)
Du Bois é uma vila localizada no estado americano de Illinois, no Condado de Washington.

## Demografia
Segundo o censo americano de 2000, a sua população era de 222 habitantes.
Em 2006, foi estimada uma população de 211, um decréscimo de 11 (-5.0%).

## Geografia
De acordo com o United States Census Bureau tem uma área de
2,8 km², dos quais 2,8 km² cobertos por terra e 0,0 km² cobertos por água.

## Localidades na vizinhança
O diagrama seguinte representa as localidades num raio de 20 km ao redor de Du Bois.